# Agnibesa plumbeolineata
Agnibesa plumbeolineata là một loài bướm đêm trong họ Geometridae.